# Ротмістров Павло Олексійович
Ротмістров Павло Олексійович (6 липня (23 червня) 1901 — 6 квітня 1982) — радянський воєначальник, помічник міністра оборони СРСР по вищих військово-навчальних закладах, Герой Радянського Союзу, Головний маршал бронетанкових військ.

## Біографія
Народився в селі Сковорово нині Селіжароського району Тверської області в багатодітній сільській родині коваля (мав 8 братів і сестер). Закінчив чотирирічну сільську школу.
У 1916 році отримав освіту у вищому початковому училищі. Працював на залізниці в Пено, сплавником лісу у верхів'ях Волги. У 1917 році переїхав до Самари, де працював вантажником.

### Громадянська війна
У квітні 1919 року добровільно вступив до лав Радянської Армії, був зарахований в Самарський робочий полк; учасник Громадянської війни. Брав участь у боях проти військ адмірала О. В. Колчака, у ліквідації Мелекеського повстання, в радянсько-польській війні. Згодом курсант Самарських радянських інженерних курсів. Спочатку воював під Бугульмою в Самарському робочому полку, потім у 42-му етапному батальйоні 16-ї армії Західного фронту.
Після Громадянської війни в 1921 році брав участь у придушенні Кронштадтського повстання. Ротмістров в числі перших увірвався до фортеці. У бою був поранений, але зміг особисто знищити кулеметну точку. У 1921 році за мужність, виявлену при штурмі форту № 6 під час придушення Кронштадтського повстання, нагороджений орденом Червоного Прапора.

### Міжвоєнний час
Закінчив Смоленську піхотну школу червоних командирів, служив у Рязані у 149-му і в 51-му стрілецьких полках. З 1924 року після закінчення 1-ї Військової об'єднаної школи ім. ВЦВК командував взводом, ротою. У березні-жовтні 1928 року — командир батареї 11-го артилерійського полку. Був заступником командира батальйону 34-го стрілецького полку в Ленінградському військовому окрузі.
У 1931 році закінчив Військову академію імені М. В. Фрунзе та став начальником першої частини штабу 36-ї Забайкальської стрілецької дивізії (місто Чита).

З березня 1936 року — начальник першого відділення штабу Окремої Червонопрапорної Далекосхідної армії. У червні 1937 р. Ротмістров призначений командиром 63-го Червонопрапорного полку ім. М. В. Фрунзе 21-ї стрілецької дивізії ім. С. С. Каменєва.
У жовтні 1937 року відкликаний з Далекого Сходу і призначений викладачем тактики у Військовій академії механізації і моторизації РСЧА ім. І. В. Сталіна. У 1939 році Ротмістров захистив кандидатську дисертацію. У 1939 році за звинуваченням у зв'язках з «ворогами народу» був виключений з ВКП (б), але не став чекати подальшого арешту, а оскаржив рішення партійного бюро академії. Через декілька місяців рішенням Комісії партійного контролю був поновлений у партії, виключення з партії замінено на оголошення суворої догани. Через рік П. О. Ротмістров захистив дисертацію за однією з проблем застосування танків на війні і отримав ступінь кандидата військових наук.

### Радянсько-фінська війна
На початку 1940 року відряджають на фронт Радянсько-фінської війни для отримання бойового досвіду застосування танкових військ. Офіційно відправлений на фронт на посаді командира резервної групи Північно-Західного фронту, але за особистим бажанням направлений у війська командиром танкового батальйону 35-ї легкої танкової бригади 7-ї армії. Брав участь у боях при прориві «лінії Маннергейма» і під Виборгом. Незабаром стає начальником штабу цієї бригади. За успішні бойові дії в радянсько-фінській війні бригада була нагороджена орденом Червоного Прапора, а підполковник Павло Олексійович отримав орден Червоної Зірки.

### Німецько-радянська війна
У період Німецько-радянської війни П. О. Ротмістров воював на Західному, Північно-Західному, Калінінському, Сталінградському, Воронезькому, Степовому, Південно-Західному, 2-му Українському і 3-му Білоруському фронтах. З грудня 1940 року — заступник командира 5-ї танкової дивізії 3-го механізованого корпусу в Прибалтійському Особливому військовому окрузі в Алітусі Литовської РСР. Майже два місяці з боями відходили танкісти з оточення по лісах Литви, Білорусі та Брянщини. У вересні 1941 року вступає в командування 8-ю танковою бригадою 11-ї армії Північно-Західного фронту, а потім танковим корпусом.
Зі спогадів П. О. Ротмістрова:
|  | У мене защеміло у грудях. Нерухомим поглядом я дивився на карту, бачив Селіжарово, рідне село Сковорово і з гіркотою думав: «Невже тут будуть фашисти ?.... |

Танкісти Ротмістрова виконали поставлені перед ними завдання в боях на Північно-Західному і Калінінському фронтах, а також в боях під Москвою. За успішні дії корпус був перетворений в 3-й гвардійський з присвоєнням йому почесного найменування Котельніківського.
У січні 1943 року корпус успішно брав участь разом з 2-ю гвардійською армію у розгромі групи військ генерал-фельдмаршала Е. Манштейна, що намагалася деблокувати оточене сталінградське угруповання противника, і звільненні міста Ростов-на-Дону.
22 лютого 1943 р. командиру корпусу було присвоєно звання генерал-лейтенанта танкових військ і нагороджено орденом Суворова II ступеня (№ 3).
В ході Курської битви армія взяла участь в оборонній битві в смузі військ Воронезького фронту. 12 липня 1943 армія під командуванням Ротмістрова взяла участь у контрударі, відомому в радянській історичній науці як «найбільше танкова битва під Прохорівкою».
18-23 серпня 1943 р. 5-та гвардійська танкова армія під командуванням генерала П.А. Ротмістрова разом з 53-ю армією під командуванням  генерала І.М. Манагарова вели бої на заході Харкова і визволили  місто від фашистів 23 серпня 1943 р. 
Визначна роль відводилась 5-й гвардійській танковій армії в Кіровоградській наступальній операції. Блискуче проведена Кіровоградська наступальна операція вдалася завдяки рішучим і чітким діям генерала Ротмістрова, якому невдовзі присвоїли звання маршала бронетанкових військ. 8 січня 1944 року Кіровоград було відвойовано в німців. На ознаменування перемоги найкращим частинам 5-ї гвардійської танкової армії, які брали участь у відвоюванні Кіровограда, присвоєно звання Кіровоградських, а 29-й і 18-й танкові корпуси були нагороджені орденом Червоного Прапора.
Талант Ротмістрова П. О. виявився в боях на Правобережній Україні — Корсунь-Шевченківській і Умансько-Ботошанській операціях. Армія брала участь в боях за визволення Білорусі і Прибалтики. Війну закінчила у Східній Пруссії.

### Післявоєнна служба
У серпні 1944 року Ротмістров був призначений на посаду заступника командувача бронетанковими і механізованими військами Червоної армії і до кінця війни в бойових діях більше не брав участь.
Після Німецько-радянської війни Ротмістров був командувачем бронетанковими і механізованими військами в Групі радянських військ у Німеччині, а потім у такій же посаді на Далекому Сході. З 1948 року — заступник начальника кафедри Вищої військової академії імені К. Є. Ворошилова.
У 1953 році Ротмістров і сам закінчив Вищу військову академію імені К. Є. Ворошилова, після чого став у ній же начальником кафедри, вів військово-педагогічну і військово-наукову роботу. Доктор військових наук (1956), професор (1958), автор книги «Танки на війні».
У 1958—1964 роках був начальником Військової Академії бронетанкових військ. З метою удосконалення навчального процесу активно підтримував зв'язок з військами, для поліпшення військово-наукової роботи часто організовував творчі конференції, брав участь у розробці праць з використання танкових військ в бою, операції і війну в цілому, а також перспектив їх розвитку.
У травні 1965 року йому присвоєно звання Героя Радянського Союзу з врученням ордена Леніна і медалі «Золота зірка». З червня 1968 по квітень 1982 року — Генеральний інспектор Групи генеральних інспекторів Міністерства оборони СРСР. 2 жовтня 1973 року присвоєно Звання Почесного громадянина міста Кіровограда.
Помер 6 квітня 1982 року, похований у Москві.

## Військові звання
- 1936 — майор
- 1937 — полковник
- 21 липня 1942 — генерал-майор танкових військ
- 29 грудня 1942 — генерал-лейтенант танкових військ
- 20 жовтня 1943 — генерал-полковник танкових військ
- 21 лютого 1944 — маршал бронетанкових військ
- 28 квітня 1962 — головний маршал бронетанкових військ

## Нагороди
- 6 орденів Леніна (5.05.1942, 22.07.1944, 21.02.1945, 22.06.1961, 7.05.1965, 3.07.1981)
- орден Жовтневої Революції (22.06.1971)
- 4 ордени Червоного Прапора (1921, 3.11.1944, …, 22.02.1968)
- орден Суворова 1 ступеня (22.02.1944)
- орден Суворова 2 ступеня (9.01.1943)
- орден Кутузова І ступеня (27.08.1943)
- орден Червоної Зірки (3.07.1940)
- Орден «За службу Батьківщині у Збройних Силах СРСР» 3-го ступеня (1975)
- Герой Радянського Союзу (7.05.1965)
- Медаль «XX років Робітничо-Селянській Червоній Армії»
- 5 іноземних орденів і медалів
- Почесна зброя (22.02.1968)

## Пам'ять
- Похований у Москві на Новодівичому кладовищі[5].
- В Твері у Горбатого моста встановлено меморіальний знак воїнам 8-ї танкової бригади, якою командував Ротмістров.
- Пам'ятник у селищі Селіжарово Тверської області[6].
- Пам'ятна дошка, присвячена Ротмістрову, на будівлі Військовій академії бронетанкових військ[7].
- У Москві на будинку (вул. Тверська д.8), в якому він жив, встановлена меморіальна дошка[7].
- Іменем Ротмістрова названа вулиця в Мінську (в мікрорайоні Шабала).
- П. А. Ротмістров є почесним громадянином міста Калініна.